# Nowe Ukrajinśke Słowo
Nowe Ukrajinśke Słowo (ukr. Нове Українське Слово) – kolaboracyjne pismo w okupowanym Kijowie podczas II wojny światowej
Od 3 sierpnia 1941 roku w okupowanym Żytomierzu z inicjatywy frakcji melnykowskiej Organizacji Ukraińskich Nacjonalistów (OUN) zaczęła wychodzić gazeta „Ukrajinśke Słowo”. Miała ona ukazywać się w Kijowie, a funkcję redaktora naczelnego miał objąć Ołech Olżycz. Jednakże z powodu nie zajęcia jeszcze przez wojska niemieckie stolicy Ukrainy redakcja ulokowała się w Żytomierzu. Redaktorem naczelnym został Iwan Rogacz. Gazeta miała format A3, liczyła 4 strony. Kiedy Niemcy zdobyli wreszcie Kijów w II połowie września 1941 roku, redakcja przeniosła się do niego. W jej skład wchodzili m.in. O. Orpian-Czemerynski, Petro Olijnyk, Jakiw Szumełda, O. Łaszczenko, Iwan Irlawski, M. Antonowycz, F. Hajkowycz, Jarosław Hajwas, Teofil Bak-Bojczuk. Wśród autorów artykułów byli O. Sztul, Wasyl Sztul, Ołena Teliha, R. Bida, M. Sytnyk, Ułas Samczuk. Nakład doszedł do 50 tys. egzemplarzy. Format został zmniejszony na A2, zwiększono jednak liczbę stron. Pojawił się dodatek pt. „Literatura i Sztuka”. Gazeta wychodziła każdego dnia. Tematyka artykułów i felietonów od samego początku była poświęcona idei narodowego odrodzenia państwa ukraińskiego. Doprowadziło to do aresztowania przez SD 12 grudnia redaktora naczelnego i części członków redakcji, rozstrzelanych w lutym 1942 roku w Babim Jarze. W rezultacie pismo zmieniło nazwę na „Nowe Ukrajinśke Słowo”, a na jego czele stanął profesor Konstantin Sztieppa. Artykuły miały odtąd proniemiecki charakter. Gazeta przestała ukazywać się w październiku 1943 roku w związku z ofensywą Armii Czerwonej, która doprowadziła do odzyskania Kijowa na początku listopada tego roku.